# Rubik (Albania)
Rubik este un oraș din Albania.

## Monumente
- Mănăstirea Rubik⁠(en)[traduceți], monument istoric

## Galerie de imagini

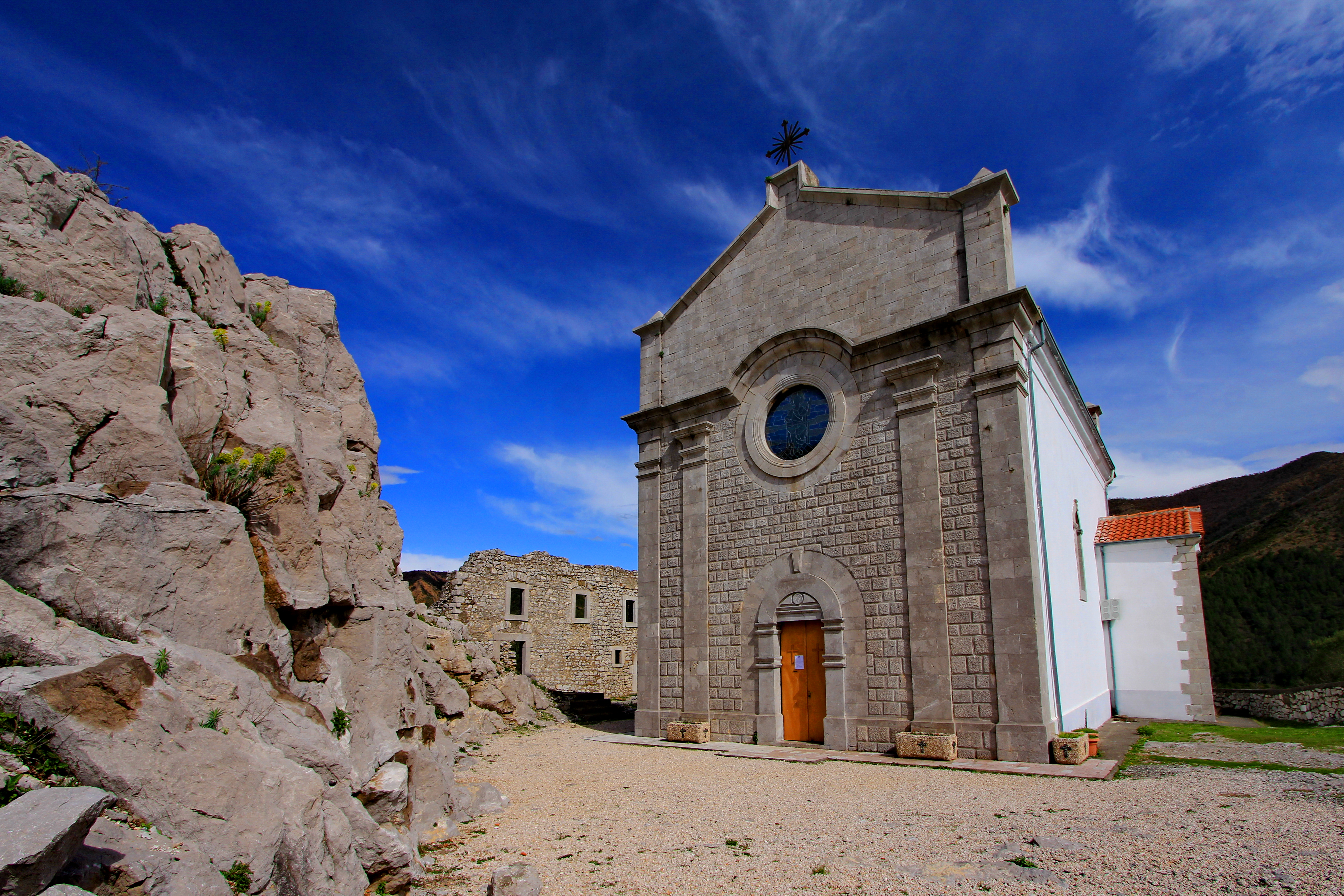
Biserica din Rubik și ruinele mănăstirii